# Hofanlagen Ahe 8 und 9

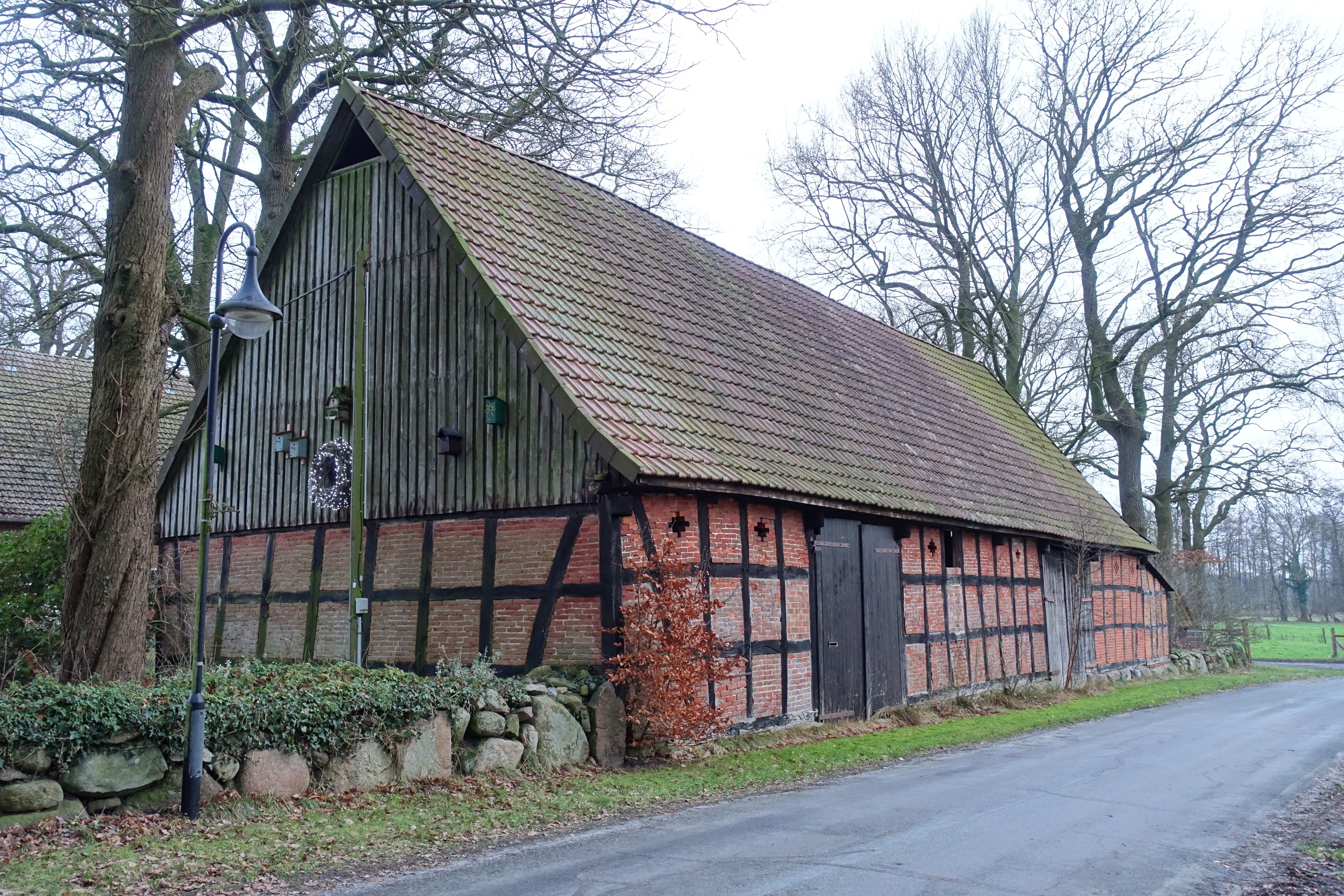
Scheune, Nord- und Westfassade (2023)

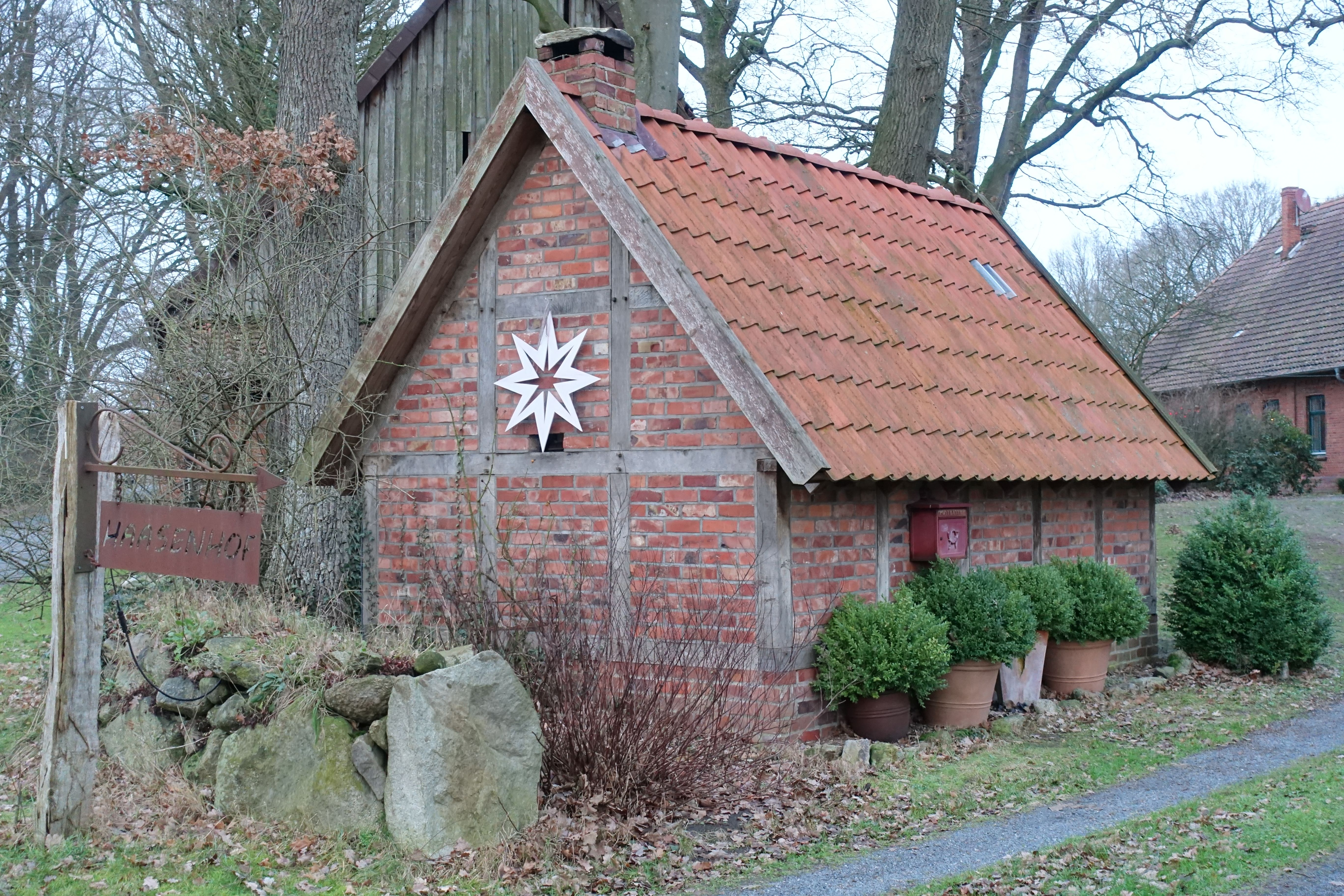
Backofen (2023)

Die Hofanlagen Ahe 8 und 9 an der Ahe (Nebenbach der Lune) in der niedersächsischen Gemeinde Beverstedt, Ortsteil Kirchwistedt, südlich im Kern des Dorfes Ahe, im Landkreis Cuxhaven, stammen aus dem 19. Jahrhundert. Aktuell (2024) werden sie wohl landwirtschaftlich genutzt.
Die Gebäude stehen unter Denkmalschutz (siehe auch Liste der Baudenkmale in Beverstedt).

## Beschreibung
Die weitläufigen Hofanlagen in lockerer Anordnung auf großzügig bemessenen Parzellen bestehen aus:
- der traufständigen Scheune Ahe 9 aus der ersten Hälfte des 19. Jahrhunderts in Fachwerk mit Steinausfachungen und verbretterten Giebeldreiecken sowie Uhlenloch, pfannengedecktem Satteldach, Anbau und Querdurchfahrt,[2]
- dem kleinen Backofen Ahe 9 vom 19. Jahrhundert in Fachwerk mit Steinausfachungen und ziegelgedecktem Satteldach mit der Einhausung eines Backhauses,[3]
- dem alleeartigen alten Baumbestand beider Höfe,
- den Einfriedungen aus Feldsteinmauern beider Höfe
- sowie weiteren nicht denkmalgeschützten Anlagen.

Das Landesdenkmalamt befand u. a.: „… neben der ehemaligen Wassermühle die Parzellen Ahe 8 und 9 mit altem Baumbestand und feldsteinbegrenzenden Einfriedungsmauern … geschichtliche und städtebauliche Bedeutung ….“